# 布列季希涅
48°5′52″N 31°50′37″E / 48.09778°N 31.84361°E
布列季希涅（烏克蘭語：Бредихине），是烏克蘭中部的村莊，隸屬基洛夫格勒州的克羅皮夫尼茨基區。該村面積1.21平方公里，海拔高度222米，2001年人口132，人口密度每平方公里108.7人。